# Liste der Naturdenkmale in Kraichtal
| Naturdenkmale | Anzahl |
| ------------- | ------ |
| FND           | 6      |
| END           | 7      |
| Gesamt        | 13     |

Die Liste der Naturdenkmale in Kraichtal nennt die verordneten Naturdenkmale (ND) der im baden-württembergischen Landkreis Karlsruhe liegenden Stadt Kraichtal. In Kraichtal gibt es insgesamt dreizehn als Naturdenkmal geschützte Objekte, davon sechs flächenhafte Naturdenkmale (FND) und sieben Einzelgebilde-Naturdenkmale (END).
Stand: 1. November 2016.

## Flächenhafte Naturdenkmale (FND)
| Name                                  | Bild | Kennung     | Einzelheiten        | Position | Fläche Hektar | Datum         |
| ------------------------------------- | ---- | ----------- | ------------------- | -------- | ------------- | ------------- |
| Am Hühnerberg                         | BW   | 82150970012 | Kraichtal           | ⊙        | 2,9           | 22. Feb. 1989 |
| Halbtrockenrasen „Auf der kleinen Au“ |      | 82150970003 | Kraichtal           | ⊙        | 0,7           | 9. März 1987  |
| Kreuzhohle                            |      | 82150090011 | Bruchsal, Kraichtal | ⊙        | 0,9           | 2. Mai 1986   |
| Spott                                 | BW   | 82150970013 | Kraichtal           | ⊙        | 2,6           | 22. Feb. 1989 |
| Unteröwisheimer Lößhöhlen             |      | 82150970011 | Kraichtal           | ⊙        | 0,0           | 9. Dez. 1987  |
| Wasserberg                            |      | 82150970014 | Kraichtal           | ⊙        | 5,1           | 9. Nov. 1989  |
| Legende für Naturdenkmal              |      |             |                     |          |               |               |

## Einzelgebilde (END)
| Name                                     | Bild | Kennung     | Einzelheiten | Position | Fläche Hektar | Datum        |
| ---------------------------------------- | ---- | ----------- | ------------ | -------- | ------------- | ------------ |
| Eiche am Hühnerbüschle                   | BW   | 82150970010 | Kraichtal    | ⊙        | 0,0           | 9. Dez. 1987 |
| Große Kastanie vor dem Oberen Schloß     | BW   | 82150970008 | Kraichtal    | ⊙        | 0,0           | 9. Dez. 1987 |
| Linde bei Kruzifix                       | BW   | 82150970006 | Kraichtal    | ⊙        | 0,0           | 9. März 1987 |
| Linde Frühlingsstraße                    | BW   | 82150970005 | Kraichtal    | ⊙        | 0,0           | 9. März 1987 |
| Linde im Schulhof                        | BW   | 82150970007 | Kraichtal    | ⊙        | 0,0           | 9. März 1987 |
| 2 Linden am Feldweg Sulzfelder Weg       | BW   | 82150970009 | Kraichtal    | ⊙        | 0,0           | 9. Dez. 1987 |
| 2 Rosskastanien und Linde bei der Kirche |      | 82150970002 | Kraichtal    | ⊙        | 0,0           | 9. März 1987 |
| Legende für Naturdenkmal                 |      |             |              |          |               |              |